# Linha Deodoro
A Linha Deodoro: Central do Brasil ↔ Deodoro é uma linha de trens metropolitanos operada pela SuperVia.

## Histórico
O trecho mais adensado do sistema da Supervia fica entre a estação Central do Brasil e o bairro de Deodoro, na entrada da Zona Oeste da cidade. Essa linha passa por vários bairros importantes da Zona Norte, tais como Praça da Bandeira, São Cristóvão, Maracanã, Méier, Engenho de Dentro, Piedade, Cascadura, Madureira, Oswaldo Cruz, Bento Ribeiro e Marechal Hermes.
Conhecido popularmente como parador, seu percurso é cumprido em cerca de 40 minutos.
Algumas de suas estações principais como Méier e Madureira ganharam escadas rolantes e outras foram modernizadas tais como Cascadura, Piedade e Quintino.
No ano de 2006, após mais de duas décadas sem nenhuma aquisição de frota, começaram a circular novas composições da Série 2005 fabricadas na Coreia do Sul, num total de 20 TUEs que entraram em operação em meados de 2007 para os Jogos Panamericanos de 2007. Esta linha liga o Estádio Olímpico Nilton Santos, no Engenho de Dentro, ao Estádio do Maracanã, duas das principais praças de eventos do torneio. E no ano de 2012, começaram a circular as 30 novas composições da Série 3000 fabricadas em Changchun, na China.
Possuí integração com linhas de ônibus para toda a cidade partindo das estações de Méier, Cascadura, Madureira, Marechal Hermes e Deodoro, feita exclusivamente através do cartão RioCard por meio do Bilhete Único.
No horário de maior movimento, o intervalo de partidas de composições da linha Deodoro é na faixa de 6 a 8 minutos. Para as estações de transferência, onde se pode incluir o atendimento também pelos trens expressos, o intervalo médio era na faixa de apenas 3 minutos. Considerando os 2 sentidos, estações como Maracanã ou Madureira receberam cerca de 40 paradas de composições em suas plataformas no horário de pico.
Entre junho de 2022 e julho de 2024, a linha foi interligada com o ramal de Santa Cruz.

## Especificações

### Alimentação
A Linha Deodoro era alimentada através de rede aérea por catenária suspensa de 3 000 v.

### Frota
A Linha Deodoro possuí uma frota baseada principalmente nos TUE Série 3000 e Série 2005.

### Estações
Em seu trajeto, a linha possuí 19 estações. Durante o percurso, as composições passavam por locais onde funcionaram estações atualmente desativadas do sistema: Todos os Santos, Rocha e Encantado 
| Trigrama | Estação                       | Bairro               | Observações | Passageiros embarcados X 1 000 (2018) |
| -------- | ----------------------------- | -------------------- | --- | ------------------------------------- |
| CBL      | Central do Brasil             | Centro               | Transferência para as linhas - Santa Cruz, Japeri, - Belford Roxo e - Saracuruna e integração com o - Metrô do Rio de Janeiro.            | 36 421                                |
| PBA      | Praça da Bandeira             | Praça da Bandeira    | | 1 051                                 |
| SCO      | São Cristóvão                 | São Cristóvão        | Transferência para as linhas - Santa Cruz, Japeri, - Belford Roxo e - Saracuruna e integração com a - Linha 2 do Metrô do Rio de Janeiro. | 7 742                                 |
| MNA      | Maracanã                      | Maracanã             | Transferência para as linhas - Santa Cruz, Japeri, - Belford Roxo e - Saracuruna e integração com a - Linha 2 do Metrô do Rio de Janeiro. | 3 582                                 |
| MGA      | Mangueira                     | Mangueira            | | N/D                                   |
| SFX      | São Francisco Xavier          | São Francisco Xavier | Transferência para a linha Santa Cruz | 692                                   |
| ―        | Rocha                         | Rocha                | Desativada |                                       |
| RCO      | Riachuelo                     | Riachuelo            | | 1 070                                 |
| SPO      | Sampaio                       | Sampaio              | | 476                                   |
| ENO      | Engenho Novo                  | Engenho Novo         | | 1 105                                 |
| MER      | Méier                         | Méier                | | 3 779                                 |
| ―        | Todos os Santos               | Todos os Santos      | Desativada |                                       |
| EDO      | Olímpica de Engenho de Dentro | Engenho de Dentro    | Transferência para as linhas - Japeri e - Santa Cruz                                                                                      | 3 179                                 |
| ―        | Encantado                     | Encantado            | Desativada |                                       |
| PIE      | Piedade                       | Piedade              | | 833                                   |
| QTO      | Quintino                      | Quintino Bocaiuva    | | 783                                   |
| CDA      | Cascadura                     | Cascadura            | Transferência para as linhas - Japeri e - Santa Cruz                                                                                      | 1 021                                 |
| MRA      | Madureira                     | Madureira            | Transferência para as linhas - Japeri e - Santa Cruz e - integração com o BRT TransCarioca.                                               | 9 211                                 |
| OCZ      | Oswaldo Cruz                  | Osvaldo Cruz         | | 861                                   |
| BRO      | Prefeito Bento Ribeiro        | Bento Ribeiro        | | 902                                   |
| MHS      | Marechal Hermes               | Marechal Hermes      | | 1 579                                 |
| DDO      | Deodoro                       | Deodoro              | Integração gratuita com as linhas - Japeri e - Santa Cruz - integração com o BRT TransBrasil                                              | 2 049                                 |

(*) O Derby Club funcionou a partir de 1885 até se fundir com o Jockey Club em 1932, sendo uma área usada para o turfe onde hoje encontra-se o Estádio do Maracanã.

## Mais
- «A Eletrificação nas Ferrovias Brasileiras»
- «Informações sobre cada estação da Estrada de Ferro Central do Brasil, Leopoldina e outras do Brasil»
- «A história do trem no Rio de Janeiro»
- «Secretária de transportes do Rio de Janeiro»
- «História do trem na perspectiva de um passageiro de trem, que narra esta história, o cotidiano dos passageiros, fala do serviço da Supervia, etc...»
- «Catálogo do trem ROTEM» (PDF)